# Enargeia
Ne doit pas être confondu avec energeia.
L’enargeia (en grec ancien ἐνάργεια) est un concept tenant à la fois de la philosophie, de la rhétorique et de la poétique, originaire de la Grèce antique. Il caractérise une description vivante qui possède une force d'évidence, capable de rendre mentalement visible son objet. Il est développé en particulier par les philosophes stoïciens et les rhéteurs romains. Il joue un rôle notable dans la théorie littéraire de l'époque moderne en Europe. 

## Rhétorique de l'évidence
Le terme apparaît d'abord chez Homère, où il renvoie à la reconnaissance immédiate des dieux vus en songe, avant de qualifier la précision des descriptions homériques elles-mêmes. Il est repris dans les doctrines stoïciennes de la phantasia, souvent traduit par représentation. Cicéron en fait un synonyme d'évidence dans Premiers Académiques (II, VI, 17). L'exorde du De Clementia de Sénèque est un exemple d'utilisation de l’enargeia dans le cadre de la philosophie politique. Elle présente le jeune Néron comme un modèle de souverain vertueux, l'invitant à imiter son propre reflet. En l'occurrence, elle se superpose par ailleurs au genre du miroir des princes.
Le principe de l’enargeia d'un point de vue rhétorique est déjà esquissé par Aristote, qui dans la Poétique et la Rhétorique dresse une corrélation entre la mise sous les yeux (enarges) et le dynamisme descriptif (energeia). Il se trouve codifié par Denys d'Halicarnasse dans Sur Lysias qui la définit comme une description capable de rendre sensible son objet. Également abordée par Théophraste, elle est généralement présentée comme la force évocatrice d'une description vivante capable de donner à voir son objet. Quintilien l’analyse en détail aux livres VI et VIII de l’Institution oratoire, la mettant en relation avec la narration et l’ornement. Lui-aussi en fait un équivalent de l’evidentia, de l'évidence.

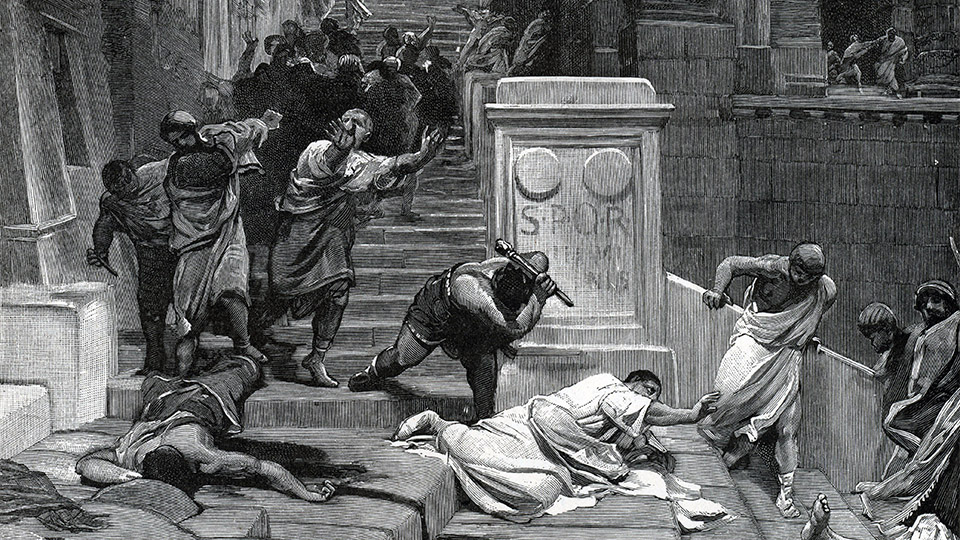
L'auteur de la Rhétorique à Herennius se réfère à la mort du tribun Tiberius Gracchus pour donner un exemple de récit à même de susciter le pathos des auditeurs au cours d'une démonstration, en décrivant minutieusement les circonstances et les conséquences de l’évènement.

Les rhéteurs insistent sur le réalisme et le caractère utilitaire de l'enargeia, mais comme elle s'adresse à la subjectivité du réceptionnaire, elle renvoie également à l'imaginaire, ce qui explique sa réappropriation dans les spéculations esthétiques. L’enargeia est un mode de narration qui domine la figure de l'hypotypose Elle est souvent rapprochée de l’ekphrasis, puisqu'elle se rapporte à la qualité d'une description, mais s'en distingue par son aspect narratif. Aristote dans la Rhétorique et Démétrios dans le traité Du style évoquent en passant la force émotionnelle de la combinaison de l’enargeia et de l’energeia : ce sont les choses en acte et non potentielles qui donnent leur force émotionnelle à une description riche de détails.
Quintilien et le Pseudo-Longin dans son Du sublime rapprochent l'enargeia et la phantasia, ce couple conceptuel existant déjà dans le cadre de la philosophie stoïcienne : la faculté imaginative de l’orateur est propre à susciter la force évocatrice du discours. La notion est particulièrement reprise par les théoriciens de la Renaissance dans des réflexions sur la poétique, comme Léonard de Vinci dans son Traité de la peinture, Érasme dans le deuxième tome du De duplici copia rerum uerborumque et Jacques Peletier du Mans dans L'art poétique français.